# Imamura Hitoshi
Imamura Hitoshi (今村 均 Kim Thôn Quân) (1886-1968) là một tướng lĩnh Lục quân Đế quốc Nhật Bản trong thời gian Chiến tranh thế giới thứ hai. Ông là một trong số ít chỉ huy quân đội chiếm đóng Nhật Bản có chính sách nhân đạo đối với dân chúng địa phương.

## Tiểu sử

### Sự nghiệp lúc đầu
Ông sinh ngày 28 tháng 6 năm 1886, lớn lên ở thành phố Sendai, Miyagi. Cha ông là một thẩm phán địa phương. Như hầu hết thanh niên quý tộc trẻ thời bấy giờ, Imamura theo học và tốt nghiệp Trường Sĩ quan Lục quân (Đế quốc Nhật Bản) năm 1907 và Đại học Lục quân (Đế quốc Nhật Bản) năm 1915. Ông được thăng chức Đại úy năm 1917, vào năm sau được gửi đến Anh với vai trò là một Tùy viên quân sự. Tháng 4 năm 1927, ông được bổ nhiệm là Tùy viên quân sự tại Ấn Độ, khi đó đang là thuộc địa của Anh. Năm 1930, thăng chức Đại tá. Từ năm 1931 đến năm 1932, ông là một trong sĩ quan tham mưu cao cấp thuộc Cục tác chiến của Bộ Tổng tham mưu Quân đội Nhật Bản.

### Tham chiến ở Trung Hoa
Sau khi Sự biến Thượng Hải năm 1932 nổ ra, ông được gửi tới chỉ huy Trung đoàn 57 Bộ binh. Sau đó ông trở về Nhật Bản giữ chức Hiệu trưởng của trường Quân đội Narashino từ năm 1932 đến năm 1935.
Trong tháng 3 năm 1935, Imamura được thăng chức Thiếu tướng, giao cho chỉ huy Lữ đoàn 40. Tháng 3 năm 1936, được chỉ định làm Phó Tham mưu trưởng của Đạo quân Quan Đông ở Mãn Châu. Ông trở về Nhật Bản, giữ chức Hiệu trưởng và giảng dạy tại trường Lục quân Dự bị Toyama từ năm 1937 đến năm 1938.
Tháng 3 năm 1938, thăng chức Trung tướng, Imamura được đề cử chỉ huy Sư đoàn 5, sau đó đưa sư đoàn này sang Trung Quốc và tham chiến trong giai đoạn của cuộc Chiến tranh Trung-Nhật lần thứ 2 đến năm 1940.
Từ năm 1940 đến năm 1941, ông là Phó Tổng thanh tra đào tạo quân sự, một trong ba vị trí mạnh nhất của Lục quân Nhật Bản, dưới quyền Nhật Hoàng. Sau đó ông được bổ nhiệm làm Tư lệnh Quân đoàn 23 Nhật Bản.

### Chiến tranh Thái Bình Dương
Tháng 11 năm 1941, Imamura được bổ nhiệm làm Tư lệnh Tập đoàn quân 16 và chỉ huy quân đoàn này trong cuộc xâm lược Indonesia, thuộc địa của Hà Lan. Khi hạm đội đổ bộ của tiến gần đến đảo Java, chếc chuyển vận hạm đang làm nhiệm vụ chở ông là Ryujo-maru đã bị đánh chìm bởi ngư lôi (khả năng lớn là do bị chính hải quân Nhật bắn nhầm) trong Trận chiến Eo Sunda và ông đã buộc phải bơi vào bờ.
Sau khi chiến dịch thành công, ông được bổ nhiệm vào chức vụ Tư lệnh Phương diện quân 8 mới thành lập từ các đơn vị Tập đoàn quân số 17 (từng tham gia Chiến dịch Quần đảo Solomon) và Tập đoàn quân số 18 (từng tham gia Chiến dịch New Guinea) vào cuối năm 1942. Chỉ huy sở của Phương diện quân được Imamura đặt tại Rabaul, New Britain. Tại đây Imamura đã thi hành một chính sách nhân đạo với dân chúng Indonesia, một điều lạ lùng so với các tướng lãnh khác. Chính điều này làm nảy sinh xung đột giữa ông với các chỉ huy cao cấp của Nam Phương quân và Tổng hành dinh Đế quốc. Tuy nhiên, chính sách của ông đã giành được sự ủng hộ từ dân chúng và giảm bớt những trở ngại, khó khăn cho chính quyền chiếm đóng.
Năm 1943, Imamura được thăng chức Đại tướng. Cùng với Tư lệnh Hải quân tại Rabaul, Phó Đô đốc Jinichi Kusaka, Imamura đầu hàng phe Đồng Minh, đại diện là Úc, trong tháng 9 năm 1945.
Sau khi đầu hàng, Imamura bị quân Đồng Minh giam giữ tại Rabaul, dưới sự quản lý trực tiếp của quân đội Úc. Một thời gian sau, một tòa án quân sự được tổ chức, cáo buộc ông và các chỉ huy dưới quyền phạm tội ác chiến tranh, hành quyết các tù nhân Đồng minh trong chiến tranh. Tuy nhiên, với những thiện cảm mà ông đã giành được đối với dân chúng địa phương đã làm phiên tòa buộc phải kéo dài và không thể kết tội theo những cáo buộc trên.
Tháng 4 năm 1946, Imamura viết cho một chỉ huy Úc ở Rabaul, yêu cầu giải quyết nhanh chóng những tội trạng mà ông và các sĩ quan dưới quyền đã làm trong chiến tranh. Từ Ngày 1 đến ngày 16 tháng 5 năm 1947, ông bị kết tội và tuyên án phạt 10 năm tù. Imamura và các sĩ quan dưới quyền bị giam giữ ở nhà tù Sugamo, Tokyo. Năm 1954, ông được phóng thích.
Ông qua đời ngày 4 tháng 10 năm 1968.

### Sách
- Gailey, Harry A. (1991). Bougainville, 1943-1945: The Forgotten Campaign. Lexington, Kentucky, USA: University Press of Kentucky. ISBN 0-8131-9047-9.- neutral review of this book here:[4]
- Hayashi, Saburo (1959). Kogun: The Japanese Army in the Pacific War. Marine Corps. Association. ASIN B000ID3YRK.